# Turistická značená trasa 7335
 Turistická značená trasa 7335 je 4 km dlouhá žlutě značená trasa Klubu českých turistů v okrese Svitavy spojující Mladějov na Moravě s hřebenovou trasou Hřebečovského hřbetu. Její převažující směr je jihozápadní.

## Průběh trasy
Turistická trasa 7335 má svůj počátek u nádraží v Mladějově v nadmořské výšce 416 m. Nejprve vede přibližně jižním směrem do centra obce kolem vstupu do průmyslového muzea při Mladějovské úzkorozchodné železnici. V centru obce mění svůj směr na jihozápadní a stoupá zástavbou k úpatí Hřebečovského hřbetu a postupně kříží železniční trať Třebovice v Čechách – Chornice – Prostějov/Velké Opatovice a Mladějovskou úzkorozchodnou dráhu. Na konci zástavby u hájovny se nachází rozcestí se zde výchozí zeleně značenou trasou 4328 na Mladějovské hradisko. Asi po dvou stech metrech následuje další rozcestí se žlutě značenou odbočkou trasy vedoucí k zastávce Veksl na úzkorozchodné trati. Trasa 7335 dále stoupá po lesní cestě úbočím Mladějovského vrchu na hřeben k Dětřichovské hájence, kde v nadmořské výšce 593 m na rozcestí s červeně značenou hřebenovou trasou 0445 Třebovice - Březová nad Svitavou končí.

## Turistické zajímavosti na trase
- Mladějovská úzkorozchodná železnice a k ní náležející průmyslové muzeum v Mladějově
- Hřebečovský hřbet